# Lepturus
Lepturus R.Br. é um género botânico pertencente à família Poaceae.

## Sinônimos
- Ischnurus Balf.f.
- Lepiurus Dumort. (SUS)
- Leptocercus Raf. (SUS)
- Monerma P.Beauv. (SUS)